# Pangasianodon gigas
Pangasianodon gigas is een straalvinnige vissensoort uit de familie van de reuzenmeervallen (Pangasiidae). De wetenschappelijke naam werd  gepubliceerd in 1931 door Chevey.

## Kenmerken
Pangasianodon gigas is grijs tot wit van kleur zonder strepen. Hij onderscheidt zich van andere grote meervallen door het vrijwel totaal ontbreken van barbelen en tanden. Hij staat in het Guinness World Records als 's werelds grootste zoetwatervis met een lengte van 3 meter. De reuzenmeerval groeit extreem snel, hij kan een massa bereiken van 150 tot 200 kg in het zesde jaar. Volwassen exemplaren bereiken tot 350 kg.

## Verspreiding en leefgebied
Pangasianodon gigas is een bedreigde soort in de Mekong en natuurbeschermers richten zich erop het behoud van de rivier te bevorderen. Ondanks onderzoeksprojecten is er relatief weinig bekend over deze soort. Historisch lag het natuurlijke verspreidingsgebied van de vis van de lage Mekong in Vietnam helemaal tot aan de noordelijke uitloper van de rivier in de provincie Yunnan in China, die bijna de gehele 4.800 km overspande. Zijn verspreidingsgebied is drastisch gekrompen, want tegenwoordig is hij enkel te vinden in het midden van de Mekong. Vissen komen samen tijdens het regenseizoen en migreren dan stroomopwaarts om te paren. Ze prefereren het hoofdkanaal van de rivier, waar de diepte rond de 10 m is.

## Bescherming
De meerval is endemisch in de onderste helft van de Mekong en dreigt uit te sterven als gevolg van overbevissing en de afname van de waterkwaliteit door afdamming stroomopwaarts. De rode lijst van de IUCN classificeert de soort als ernstig bedreigd. De grootte van de populatie is onbekend, maar wel is de afgelopen 14 jaar de soort met 80% afgenomen. Hij staat ook vermeld in Appendix I van CITES, waardoor internationale handel in wild gevangen exemplaren verboden is.